# Elombo Bolayela

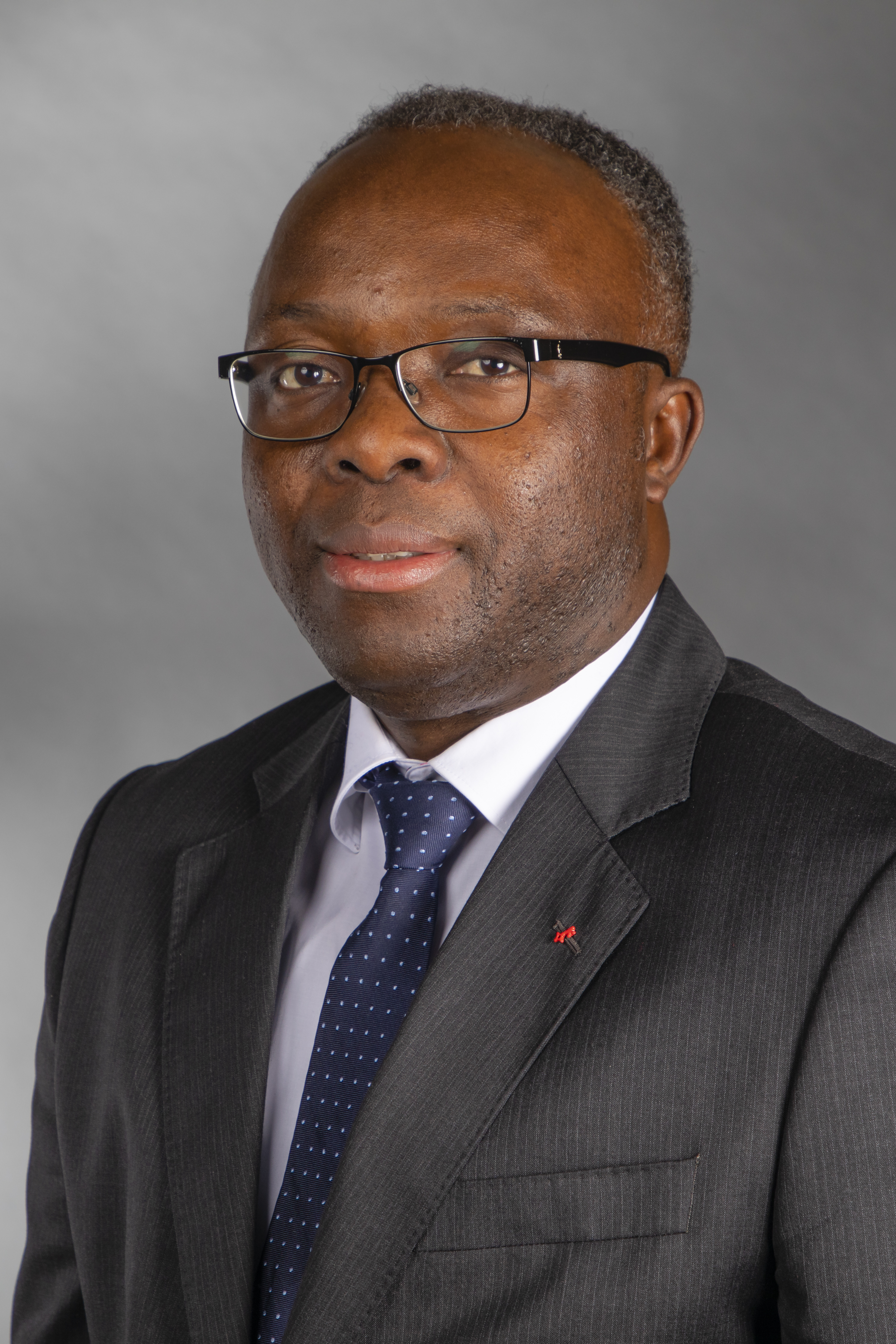
Elombo Bolayela (2019)

Elombo Bolayela (* 28. Dezember 1965 in Léopoldville, heute Kinshasa) ist ein deutscher Politiker (SPD) kongolesischer Herkunft. Er ist seit 2011 Mitglied der Bremischen Bürgerschaft.

## Biografie

### Familie, Ausbildung und Politik
Bolayela wurde als Sohn eines evangelischen Pastors geboren. Er erwarb sein Abitur in Kinshasa und nahm dort ein Studium der Betriebswirtschaft auf. 1992 musste er wegen einer Teilnahme an einer Demonstration für mehr Demokratie die Demokratische Republik Kongo verlassen und beantragte politisches Asyl in Deutschland. Er lebte zunächst in Syke, wo er eine Lehre als Tischler absolvierte. Er wurde 1999 Fachverkäufer in einem Baumarkt. Dort engagierte er sich seit 2003 im Betriebsrat und wurde 2009 stellvertretender Vorsitzender des Betriebsrates. Er ist Mitglied der Gewerkschaft ver.di.
Er ist unter dem Künstlernamen Samuel Bolayela auch musikalisch als Trommler tätig. Seit 2002 leitet er den Chor ohne Grenzen.
Bolayela ist verheiratet und hat fünf Kinder. Er wohnt in Bremen-Gröpelingen.

### Politik
Bolayela ist seit 2009 Mitglied des Ortsvereins Oslebshausen der SPD. Seit Juni 2014 ist er Beisitzer im Vorstand der „Arbeitsgemeinschaft Migration und Vielfalt in der Landesorganisation der SPD“.
Er wurde 2011 in die bremische Bürgerschaft gewählt. Er kandidierte auf Listenplatz 41, profitierte aber von dem neuen Wahlrecht, da er mit 3149 persönlichen Stimmen gewählt wurde.

Er ist in der 19. Legislaturperiode der Bremischen Bürgerschaft Mitglied im Ausschuss für Bundes- und Europaangelegenheiten, internationale Kontakte und Entwicklungszusammenarbeit, im Ausschuss für die Gleichstellung der Frau und in der Staatlichen Deputation für Kultur.
Er ist aktuell Sprecher für Kultur der SPD-Fraktion. 